# جان لینچ (بازیگر)
جان لینچ (انگلیسی: John Lynch؛ زادهٔ ۲۶ دسامبر ۱۹۶۱) بازیگر اهل ایرلند شمالی است. از فیلم‌هایی که وی در آن نقش داشته‌است، می‌توان به پولس، حواری مسیح (۲۰۱۸)، تورنمنت، به نام پدر، باغ مخفی، ادوارد دوم، مرگ سیاه، پل سن لوئیس ری، مال فلاندرز، آب مقدس، درهای کشویی، اولین، هزارتو، محاکمه و مجازات، در ترانزیت، موبیوس، تبعید، فرزند مادری، کشتن عیسی و ۱۸۷۱ اشاره کرد.